# Ашеберг

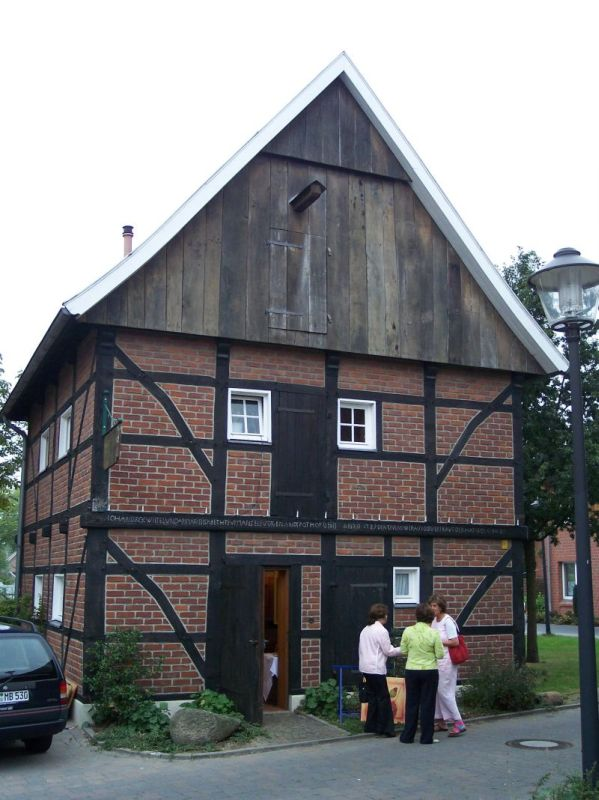
Ашеберг

Ашеберг (нем. Ascheberg) — коммуна в Германии, в земле Северный Рейн-Вестфалия.
Находится  регионе Мюнстерланд. Входит в состав района Косфельд. Население составляет 14 956 человек (на 31 декабря 2010 года). Занимает площадь 106 км².
Коммуна подразделяется на 3 сельских округа.

## Достопримечательности
- Замок на воде Вестервинкель